# Terminal Link
Le Terminal Link (anciennement Link Train) est une navette automatique qui relie les aérogares 1 et 3 de l'aéroport international Pearson de Toronto à la station Viscount (parc de stationnement). Ce service fut ouvert le 6 juillet 2006 et fonctionne depuis en permanence, 24 heures par jour. En 2012, le Link Train transportait quotidiennement 17 000 passagers, autour des deux tiers étant des membres du personnel. Le Link Train est gratuit pour les passagers. Il est en correspondance avec l'Union Pearson Express. Le Link Train est la propriété de GTAA (Greater Toronto Airport Authority).

## Histoire
La proposition initiale de système de navettes automatisées à l'aéroport Pearson avait été soumise en mai 2002. Le consultant du client est Kimley Horn and Associates, Inc. En décembre 2002, un contrat de 55 millions CAD (environ 35 millions d'euros) a été signé avec DCC Doppelmayr Cable Car GmbH. Il s’agissait pour DCC de la deuxième commande d’aéroport après la navette AirRail Link de l’aéroport de Birmingham, suivant le lancement du système « Mandalay Bay Tram» de Las Vegas en 1999. Le constructeur garantit par contrat au propriétaire un taux de disponibilité de 99;5%. 
En avril 2003 DCC passe un contrat d’environ sept millions d'euros à Siemens pour la fourniture du système d'alimentation complet, de la technique de transmission et du système de contrôle automatique des trains. Siemens est également responsable de l'ingénierie, de l'installation et de la mise en service. Le système devait être opérationnel en décembre 2005. Earth Tech a été choisie par l'Autorité aéroportuaire du Grand Toronto pour fournir les services de planification, de conception et d'ingénierie de la navette.
Les travaux, de construction de la navette durèrent 44 mois suivis d'une ouverture du système au public le 6 juillet 2006,. Doppelmayr obtient également le premier contrat d'exploitation et de maintenance de juin 2006 à juin 2014. Le nouveau service était initialement opérationnel parallèlement à son prédécesseur, le système de bus Link. Début 2007, 40 conducteurs de bus furent licenciés.

### Perturbations et rénovation
Le 30 mars 2009, le train de liaison a été mis hors service pour des travaux de maintenance étendus en raison de défauts de conception. Pendant ce temps, le service a été remplacé par une navette de bus inter-terminaux. Le service normal a repris en juillet 2009. 
Le 19 mars 2013, le train de liaison a été arrêté pendant environ huit mois lors de la construction de l'Union Pearson Express. Les trains ont été rénovés pendant ce temps et ont reçu un septième véhicule, de nouveaux sièges et un nouveau décor. La capacité du Link Train est alors passée à 2 500 passagers par heure et par sens. L'Union Pearson Express, qui relie le terminus 1 du Link Train à l'Union Station du centre-ville de Toronto, a été mis en service en juin 2015.

## Description
Le système comprend deux lignes entièrement en aérien, côte à côte, de 1,473 km de longueur. Avec un temps d'arrêt en station de 36 secondes, une vitesse commerciale de 43.2 km/h., le temps de parcours est de trois minutes 31 secondes (aller simple). L'intervalle entre deux trains est de 250 secondes.
Les deux lignes fonctionnent indépendamment en mode navette avec une capacité totale pouvant atteindre 2 150 passagers par heure. Les trains roulent sur des pneus en caoutchouc sur une surface en acier lisse et toute la propulsion est assurée par le câble. L'absence de moteurs embarqués, de systèmes de freinage et de boîtes de vitesses élimine les bruits excessifs, les éclaboussures d'hydrocarbures des trains et la poussière des freins. 
Le service possède une flotte de deux trains comprenant sept voitures chacune. Chaque train avait, avant la rénovation de 2013, une capacité de 150 passagers avec leurs bagages (soit 32 personnes par voiture, dont 8 places assises), 175 passagers après la rénovation et l'adjonction d'un septième véhicule. 
Chaque ligne dessert trois stations :
- Terminal 1 - Aérogare 1 : station élevée attachée à un stationnement.
- Terminal 3 - Aérogare 3 : station élevée attachée à un stationnement et à l'hôtel Sheraton.
- Viscount : accès à une aire de stationnement de longue durée.

## Galerie de photographies

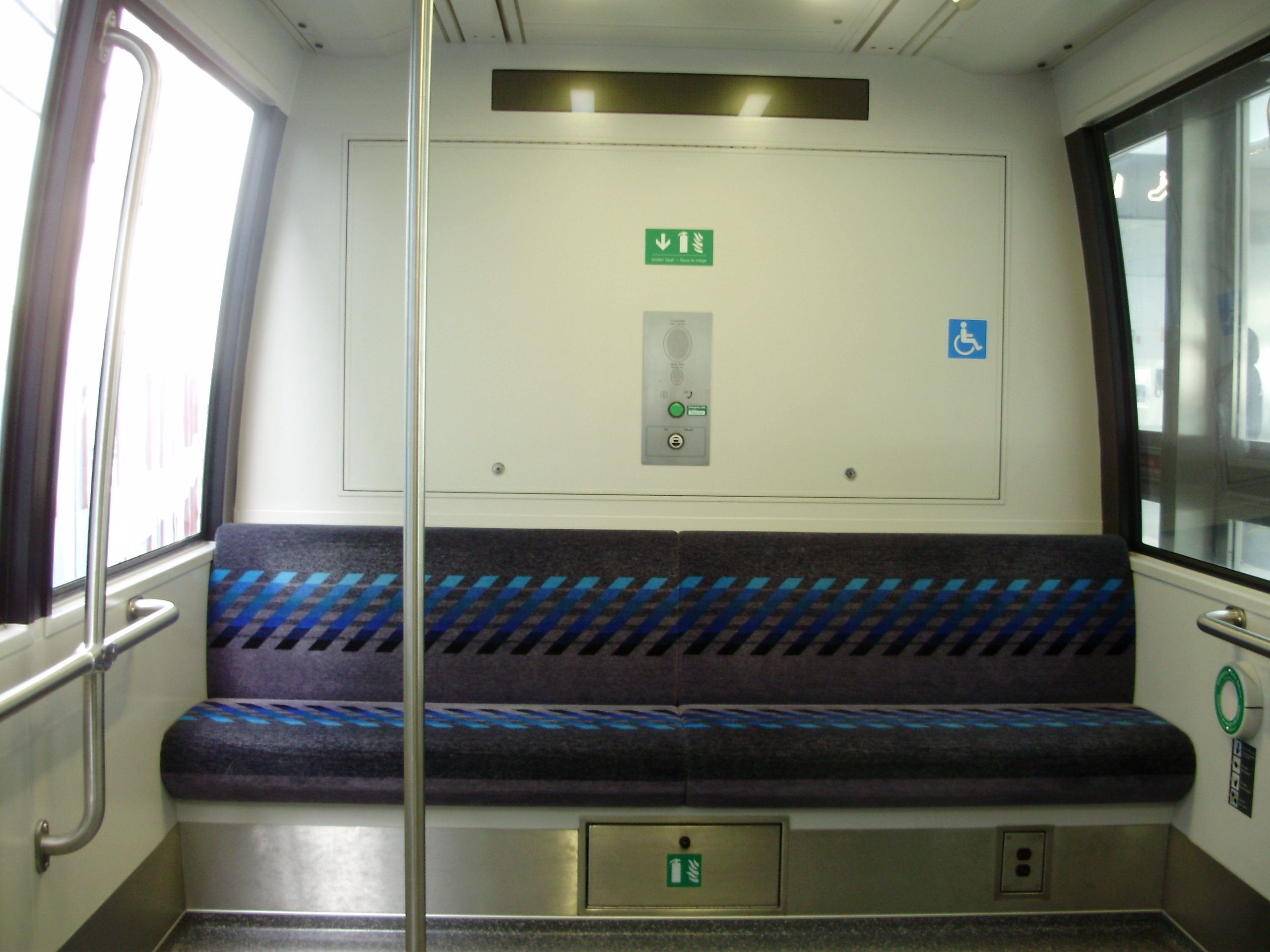
Intérieur d'une voiture
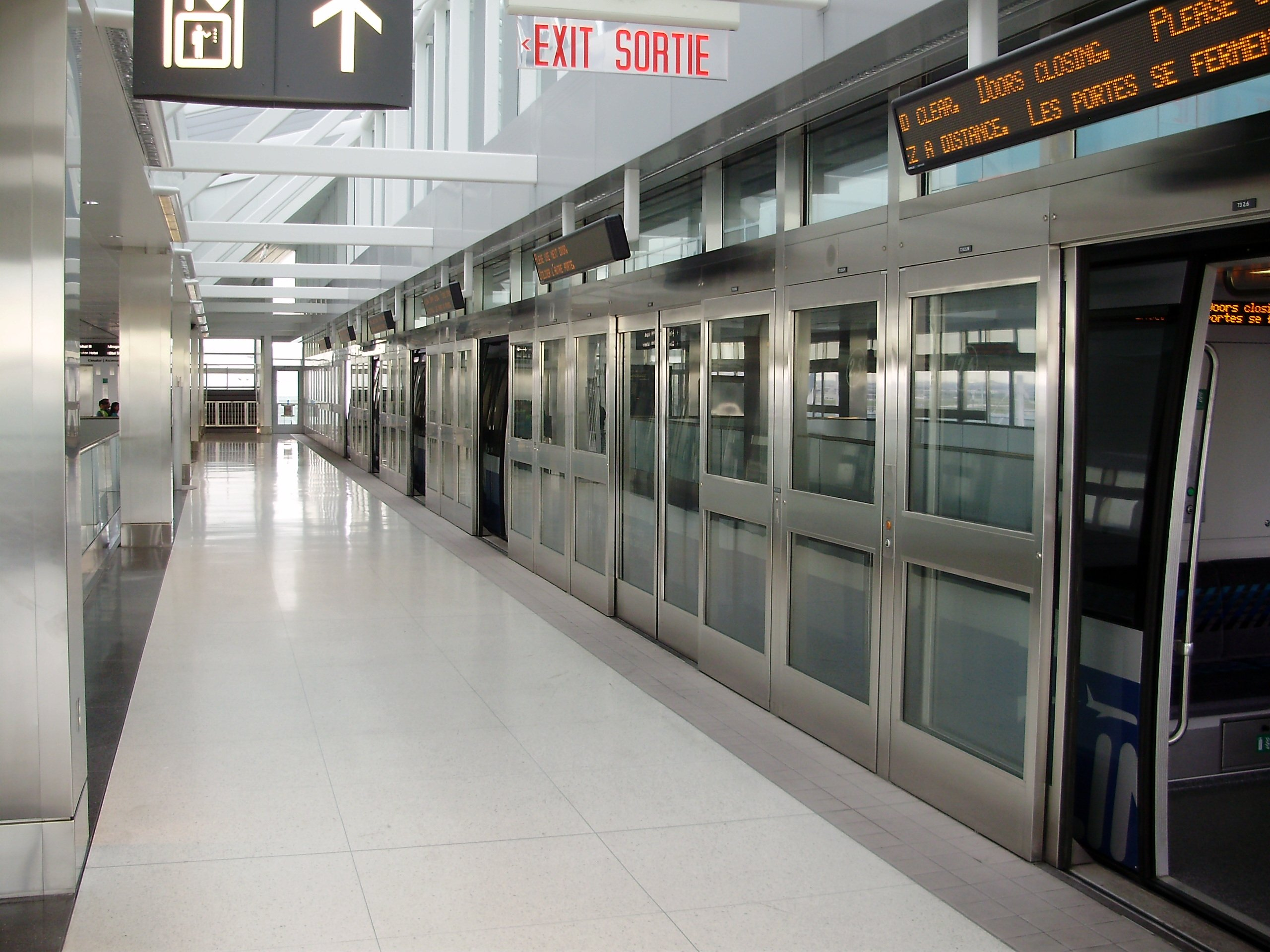
Terminal 3
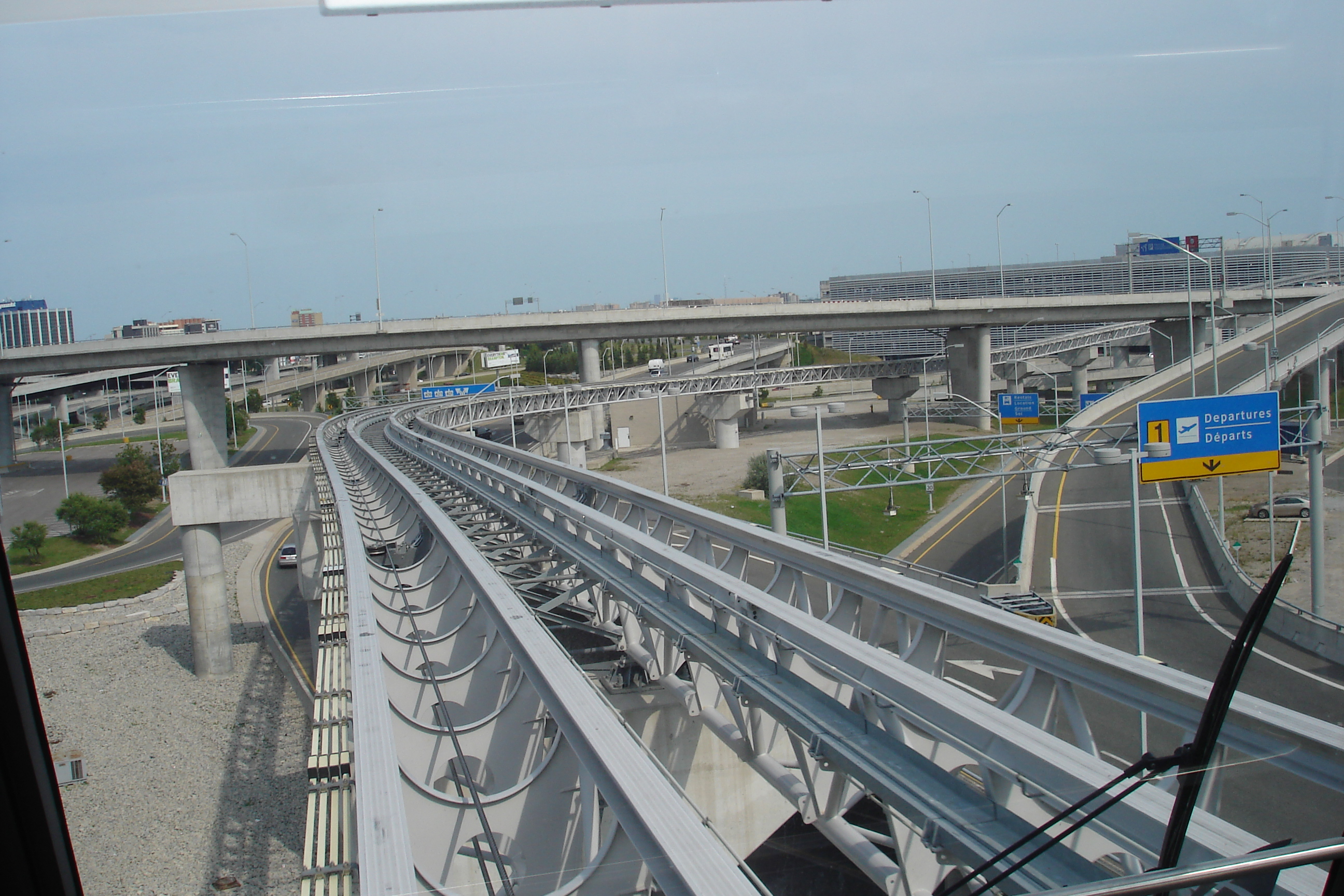
En route vers le terminal 1